# بوناتية رورايمية
بوناتية رورايمية (الاسم العلمي: Bonnetia roraimae) هي نوع من النباتات تتبع جنس البوناتية من فصيلة البوناتية.